# Rayo Vallecano de Madrid 2018-2019
Questa voce raccoglie le informazioni riguardanti il Rayo Vallecano de Madrid nelle competizioni ufficiali della stagione 2018-2019.

## Maglie e sponsor[1]
| Casa | Trasferta | Terza divisa |

Sponsor ufficiale: nessuno
Fornitore tecnico: Kelme

## Rosa
Aggiornata al 2 febbraio 2020.
| N. |                               | Ruolo | Calciatore                |
| -- | ----------------------------- | ----- | ------------------------- |
| 1  | Spagna (bandiera)             | P     | Alberto García            |
| 2  | Spagna (bandiera)             | D     | Tito                      |
| 4  | Spagna (bandiera)             | C     | Álvaro Medrán             |
| 5  | Spagna (bandiera)             | D     | José Antonio Dorado       |
| 6  | Spagna (bandiera)             | C     | Gorka Elustondo           |
| 7  | Spagna (bandiera)             | D     | Álex Moreno               |
| 8  | Argentina (bandiera)          | A     | Óscar Trejo               |
| 9  | Spagna (bandiera)             | A     | Raúl de Tomás             |
| 10 | RD del Congo (bandiera)       | C     | Gaël Kakuta               |
| 11 | Spagna (bandiera)             | C     | Adrián Embarba (capitano) |
| 12 | Francia (bandiera)            | C     | Giannelli Imbula          |
| 13 | Macedonia del Nord (bandiera) | P     | Stole Dimitrievski        |
| 14 | Portogallo (bandiera)         | A     | Bebé                      |

| N. |                               | Ruolo | Calciatore         |
| -- | ----------------------------- | ----- | ------------------ |
| 15 | Spagna (bandiera)             | A     | Álex Alegría       |
| 16 | Spagna (bandiera)             | D     | Jordi Amat         |
| 17 | Perù (bandiera)               | D     | Luis Advíncula     |
| 18 | Spagna (bandiera)             | C     | Álvaro García      |
| 19 | Guinea (bandiera)             | C     | Lass Bangoura      |
| 20 | Uruguay (bandiera)            | D     | Emiliano Velázquez |
| 21 | Senegal (bandiera)            | D     | Abdoulaye Ba       |
| 22 | Spagna (bandiera)             | C     | José Ángel Pozo    |
| 23 | Spagna (bandiera)             | D     | Alejandro Gálvez   |
| 24 | Spagna (bandiera)             | A     | Javi Guerra        |
| 26 | Spagna (bandiera)             | D     | José León Bernal   |
| 27 | Spagna (bandiera)             | C     | Santi Comesaña     |
| 28 | Guinea Equatoriale (bandiera) | D     | Sergio Akieme      |